# Huaceae
Huaceae er en familie med 2 slægter og 3 arter, som vokser i tropisk Afrika. Det er stedsegrønne lianer eller træer med hårklædte stængler. Bladene er helrandede og toradede med kirtler langs randen. Blomsterne sidder i bundter fra bladhjørnerne og de enkelte blomster er 4-tallige. Hele planten lugter af hvidløg.